# Municipio de Benton (condado de Lucas)
El municipio de Benton (en inglés: Benton Township) es un municipio ubicado en el condado de Lucas en el estado estadounidense de Iowa. En el año 2010 tenía una población de 366 habitantes y una densidad poblacional de 3,88 personas por km².

## Geografía
El municipio de Benton se encuentra ubicado en las coordenadas 40°56′50″N 93°16′17″O / 40.94722, -93.27139. Según la Oficina del Censo de los Estados Unidos, el municipio tiene una superficie total de 94.39 km², de la cual 94,1 km² corresponden a tierra firme y (0,3 %) 0,29 km² es agua.

## Demografía
Según el censo de 2010, había 366 personas residiendo en el municipio de Benton. La densidad de población era de 3,88 hab./km². De los 366 habitantes, el municipio de Benton estaba compuesto por el 99,73 % blancos y el 0,27 % eran de una mezcla de razas. Del total de la población el 0 % eran hispanos o latinos de cualquier raza.